# Tartakowerismen

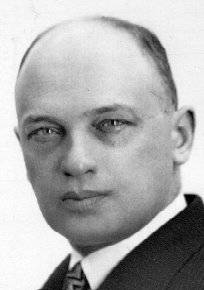
Savielly Tartakower

Tartakowerismen sind pointierte und ironische Aussprüche, mit denen der polnisch-französische Schachmeister Savielly (Xavier) Tartakower (1887–1956) seine freien, d. h. außerhalb eines Wettbewerbs gespielten Partien und seine veröffentlichten Partienkommentare versah. Unter Schachspielern sind viele davon zu „geflügelten Worten“ geworden.
Eine kleine Auswahl:
- „Die Drohung ist stärker als die Ausführung.“
- „Der Taktiker muss wissen, was er zu tun hat, wenn es etwas zu tun gibt; der Stratege muss wissen, was er zu tun hat, wenn es nichts zu tun gibt.“
- „Es ist stets günstiger, die Steine des Gegners zu opfern.“
- „Der Isolani verdüstert die Stimmung auf dem Schachbrett.“
- „Die Fehler sind alle da, sie müssen nur noch gemacht werden.“
- „Die Tragödie der Fehler ist die Tragödie der Leidenschaften.“
- „Eine ganze Partie kann auf einen bestimmten Fehler zugeschnitten sein.“
- „Die Schachpartie ist gewöhnlich ein Märchen aus Tausendundeinem Fehler.“
- „Der vorletzte Fehler gewinnt.“
- „Im Schach lernt man nur durch Fehler.“
- „Die Existenz des Schachspiels wird allein durch die Existenz von Fehlern gerechtfertigt.“
- „Fehler können und dürfen nur starke Spieler machen.“
- „Im Schach gibt es nur einen Fehler – die Überschätzung des Gegners.“

Einige der Tartakowerismen, die teilweise einen ernsthaften schachpsychologischen Hintergrund aufweisen und humorvoll zuspitzen, arbeitete Aleksei Suetin in sein Schachbuch Typische Fehler (Sportverlag, Berlin 1980) ein.  